# The Complete RCA Victor Recordings
The Complete RCA Victor Recordings ist eine 1995 als Doppel-CD erschienene Kompilation von Aufnahmen unter Leitung des Jazztrompeters Dizzy Gillespie. Die Aufnahmen entstanden zwischen dem 17. Mai 1937 und dem 6. Juli 1949 für das Label RCA Victor.

## Rezeption
In einer Rezension für Allmusic schrieb Richard S. Ginell: „Auch wenn der Umfang allein schon diese Doppel-CD mit einer Zusammenfassung aller Victor-Aufnahmen von Dizzy offensichtlich in die Entwicklungsgeschichte des Bebop stellt, ist sie ebenso sehr essentiell für Latin Jazz-Sammlungen“.
Der The Penguin Guide to Jazz vergab nicht nur fünf Sterne, sondern auch eine „Krone“ für diese Kompilation, die eine besondere Auszeichnung und spezielle Wertschätzung durch die Autoren darstellt.

## Hot Mallets
Zu „Hot Mallets“, das Gillespie zusammen mit der Big Band von Lionel Hampton am 11. September 1939 aufnahm, schrieb der Gillespie-Biograf Jürgen Wölfer, Hampton habe dafür die besten Musiker verpflichtet, die gerade in New York anwesend waren, Altsaxophonist Benny Carter, der auch die Arrangements schrieb, Coleman Hawkins, Chu Berry, Ben Webster spielten Tenor, die Rhythmusgruppe bestand aus Clyde Hart, Charlie Christian, Milt Hinton und Cozy Cole. Nur ein Trompeter fehlte. Die Musiker, die im Gespräch waren, Roy Eldridge, Hot Lips Page, Buck Clyton, Charlie Shavers waren alle nicht in der Stadt, so dass jemand Gillespie vorschlug. Diese All-Star-Band nahm dann vier Titel auf, „When Lights Are Low“, „One Sweet Letter from You“, „Hot Mallets“ und „Early Session Hop“. Gillespie spielte (mit Dämpfer) bei allen Titel im Ensemble, die Soli sind den Saxophonisten vorbehalten,
„bei Hot Mallets jedoch hat er ein Solo über den vollen Chorus (32 Takte). Dieses Solo hat Geschichte gemacht. Es ist ein Schritt weg von Eldridge hin zu Gillespies eigenem Stil, der aber noch mehrere Jahre bis zu seiner vollen Entfaltung brauchte. In Kenntnis seiner späteren Spielweise ahnt man nach diesem Solo die Dinge, die da kommen sollten. Hampton selbst hält dieses Solo für das erste Bebop-Solo überhaupt“.

## Two Bass Hit
1947 erhielt Gillespie als erster Bebop-Musiker einen Vertrag mit RCA-Victor, einem der drei großen Labels dieser Zeit neben Columbia und Decca Records. Am 22. August 1947 entstanden die ersten vier Titel; nach Ansicht von Jürgen Wölfer sind davon „Ow“ und „Stay On It“ noch recht in der Swing-Ära verhaftet. Das großartige „Two Bass Hit“ von John Lewis war der Höhepunkt der Session und „Oop-Pop-A-Da“ mit Gesang von Gillespie und Kenny Hagood wurde zu einem kommerziellen Erfolg und verkaufte sich besser als das original von Babs Gonzales.

## Titelliste
Disk 1:
1. Manteca (Chano Pozo, Dizzy Gillespie, Gil Fuller) 3:06
2. Anthropology [Take 2] (Charlie Parker, Dizzy Gillespie) 2:53
3. King Porter Stomp (Jelly Roll Morton) – 3:04
4. Yours and Mine (Arthur Freed, Nacio Herb Brown) 2:41
5. Blue Rhythm Fantasy (Chappie Willett, Teddy Hill) 2:42
6. Hot Mallets (Lionel Hampton) 2:17
7. 52nd Street Theme [Take 1] (Thelonious Monk) 3:13
8. 52nd Street Theme [Take 2] (Monk) 3:05
9. A Night in Tunisia [Take 1]  (Dizzy Gillespie, Frank Paparelli) 3:07
10. A Night in Tunisia [Incomplete Take] (Gillespie, Paparelli) 2:05
11. Ol' Man Rebop (Leonard Feather) 2:44
12. Anthropology [Take 1] (Parker, Gillespie) 2:37
13. Ow! (Gillespie) 2:56
14. Oop-Pop-A-Da (Babs Gonzales) 3:12
15. Two Bass Hit (Dizzy Gillespie, John Lewis) 2:56
16. Stay On It (Dizzy Gillespie, Tadd Dameron) 3:13
17. Woody 'n You (Algo Bueno) 2:59
18. Cool Breeze (Billy Eckstine, Dizzy Gillespie, Tadd Dameron) 2:48
19. Cubana Be (Gillespie) 2:41
20. Cubana Bop (Gillespie) 3:17
21. Ool-Ya-Koo (Gillespie, Fuller) 2:52
22. Minor Walk (Gillespie, Linton Garner) 2:44

Disk 2:
1. Good Bait (Count Basie, Tadd Dameron) 2:46
2. Guarachi Guaro (Gillespie) 3:12
3. Duff Capers (Garner) 3:10
4. Lover, Come Back to Me (Oscar Hammerstein II, Sigmund Romberg) 3:32
5. I'm Be Boppin' Too [Take 1]  (Lorraine Gillespie) 2:18
6. Swedish Suite (Fuller) 2:56
7. Saint Louis Blues (W. C. Handy) 3:07
8. I Should Care (Axel Stordahl, Paul Weston, Sammy Cahn) 3:03
9. That Old Black Magic (Harold Arlen, Johnny Mercer) 2:40
10. You Go to My Head (Haven Gillespie, J. Fred Coots) 3:01
11. Jump Did-Le Ba (Gillespie) 2:28
12. Dizzier and Dizzier (Count Basie, Gerald Wilson) 3:06
13. I'm Be Boppin' Too [Take 2] (Lorraine Gillespie) 2:22
14. Hey Pete! Let's Eat More Meat (Buster Harding, Dizzy Gillespie, Lester Peterson) 3:01
15. Jumpin' with Symphony Sid (Lester Young) 3:03
16. If Love Is Trouble (George Handy, Jack Segal) – 3:43
17. In the Land of Oo-Bla-Dee (Mary Lou Williams, Milt Orent) 2:36
18. Overtime [Shorter Take] (Pete Rugolo) 3:06
19. Overtime [Longer Take] (Pete Rugolo) 4:31
20. Victory Ball [Shorter Take] (Lennie Tristano) 2:40
21. Victory Ball [Longer Take] (Tristano) 4:12

## Aufnahmegeschichte
- Aufnahmen in New York City am:
  - 17. Mai 1937 (Titel 1–3 bis 1–5), mit Teddy Hill, Robert Carroll, Cecil Scott
  - 11. September 1939 (Titel 1–6), mit Lionel Hampton, Benny Carter, Coleman Hawkins, Chu Berry, Ben Webster, Clyde Hart, Charlie Christian, Milt Hinton, Cozy Cole
  - 22. Februar 1946 (Titel 1–2, 1–7 &1–12), Dizzy Gillespie and His Orchestra, mit Don Byas, Milt Jackson, Al Haig, Bill De Arango, Ray Brown, J. C. Heard
  - 22. August 1947 (Titel 1–13 bis 1–16), Dizzy Gillespie and His Orchestra mit Dave Burns, Elmon Wright, Matthew McKay, Ray Orr, Taswell Baird, William Shepherd, John Brown, Howard Johnson, James Moody, Joe Gayles, Cecil Payne, John Lewis, Milt Jackson, John Collins, Ray Brown, Joe Harris, Kenny Hagood
  - 22. Dezember 1947 (Titel 1–17 bis 1–20), Dizzy Gillespie Big Band mit Dave Burns, Elmon Wright, Benny Bailey, Lammar Wright, William Shepherd, Ted Kelly, Howard Johnson, John Brown´, Joe Gayles, Big Nick Nicholas, Cecil Payne, John Lewis, Al McKibbon, Kenny Clarke, Chano Pozo, Kenny Hagood, Tadd Dameron, George Russell, Gil Fuller, Linton Garner
  - 30. Dezember 1947 (Titel 1-1, 1-21, 1–22 & 2-1), dto.
  - 29. Dezember 1948 (Titel 2-2 bis 2–5), Dizzy Gillespie and His Orchestra, mit Willie Cook, Dave Burns, Elmon Wright, Andy Duryea, Sam Hurt, Jesse Tarrant, John Brown, Ernie Henry, Joe Gayles, Budd Johnson, Cecil Payne, James "Hen Gates" Foreman, Al McKibbon, Teddy Stewart, Sabu Martinez, Joe Harris, Gerald Wilson (arr)
  - 3. Januar 1949 (Titel 2–18 bis 2–21), Metronome All-Stars, mit Dizzy Gillespie, Miles Davis, Fats Navarro, Kai Winding, J.J. Johnson, Buddy DeFranco, Charlie Parker, Charlie Ventura, Ernie Caceres, Lennie Tristano, Billy Bauer, Eddie Safranski, Shelly Manne, Pete Rugolo (arr)
  - 14. April 1949 (Titel 2–6 bis 2–9), Dizzy Gillespie and His Orchestra mit Benny Harris, Willie Cook, Andy Duryea, Sam Hurt, Jesse Tarrant, John Brown, Ernie Henry, Yusef Lateef, Joe Gayles, Al Gibson, James "Hen Gates" Foreman, Al McKibbon, Teddy Stewart, Vince Guerra, Johnny Hartman, Budd Johnson, Gil Fuller, Jimmy Mundy (arr)
  - 6. Mai 1949 (Titel 2–10 bis 2–13), dto., mit Joe Carroll
  - 6. Juli 1949 (Titel 2–14 bis 2–17). Dizzy Gillespie and His Orchestra, mit Benny Harris, Elmon Wright, Willie Cook, Andy Duryea, Charles Greenlee, J.J. Johnson, John Brown, Ernie Henry, Yusef Lateef, Joe Gayles,  Al Gibson, James "Hen Gates" Foreman, Al McKibbon,  Teddy Stewart, Joe Carroll, Johnny Hartman, George Handy, Buster Harding (arr)[7]